# Tonnerre d’Abomey FC
Tonnerre d’Abomey Football Club w skrócie Tonnerre d’Abomey FC – beniński klub piłkarski, grający w pierwszej lidze benińskiej, mający siedzibę  w mieście Bohicon.

## Sukcesy
- Moovligue 1[1]:
  - mistrzostwo (2): 2007, 2011.

## Występy w afrykańskich pucharach
| Sezon | Rozgrywki     | Runda   | Kraj                     | Klub                   | Dom | Wyjazd | Dwumecz |
| ----- | ------------- | ------- | ------------------------ | ---------------------- | --- | ------ | ------- |
| 2008  | Liga Mistrzów | wstępna | Wybrzeże Kości Słoniowej | Africa Sports National | 0–0 | 0–3    | 0–3     |
| 2012  | Liga Mistrzów | wstępna | Niger                    | AS GNN                 | 1–0 | 1–1    | 2–1     |
| 2012  | Liga Mistrzów | 1       | Mali                     | Stade Malien           | 0–0 | 2–5    | 2–5     |

## Stadion
Domowe mecze klub rozgrywa na stadionie o nazwie Stade Omnisports Paulin Tomanaga w Bohicon. Stadion może pomieścić 5000 widzów.

## Reprezentanci kraju grający w klubie
Stan na czerwiec 2023.
| - Louis Iréké Agonhossou - Pascal Angan - Mohamed Aoudou - Séidou Barazé - Patrice Djokoué - Jodel Dossou - Franck Gnahoui - Armand Gnizanon - Brice Gozo | - Raïmi Kola - Friday Martins - Basile Noumon - Jean Ogouchi - Ibrahim Ogoulola - Patrick Sédjamè - Arnaud Séka - Gnama Akaté - Djené Dakonam |